# Bo Mya
Bo Mya (né le 20 janvier 1927 à Papun, mort le 24 décembre 2006 à Mae Sot en Thaïlande) était le chef de la guérilla karen dans le district de Papun. Il fut longtemps président de l’Union Nationale Karen (KNU, Karen National Union), de 1976 à 2000.